# فرهود جلالی کندلوسی
فرهود جلالی کندلوسی (زاده ۱۳۴۴ در روستای کندلوس-درگذشته ۱۷ تیر ۱۴۰۰) از توابع بخش کجور شهرستان نوشهر شاعر معاصر مازندرانی بود. مقطع ابتدایی را در مدرسهٔ سروش میخساز و راهنمایی را در مدرسه شهید بهیار مقیمی روستای کندلوس به پایان برد و مقطع متوسطه را در دبیرستان‌های نوشهر و چالوس به اتمام رساند.
در سال ۱۳۶۶ در رشته علوم اجتماعی به دانشگاه تهران راه یافت. در سالهای تحصیل با تشویق استاد خود آقای صادق علی کیا با شعر آشنا شد. اولین سروده‌هایش در قالب غزل و مثنوی بود. همزمان نزد کیانی نژاد به فراگیری ساز نی نیز پرداخت. در سال ۱۳۷۱ پایان‌نامه خود را در مورد فرهنگ و آداب و رسوم دهکده کندلوس تدوین کرد. وی در ۱۷ تیر ۱۴۰۰ (۸ ژوئیه ۲۰۲۱) در حینی که به‌گفته مدیرکل فرهنگ و ارشاد مازندران، در حال برنامه‌ریزی برای برگزاری جشن مجازی تیرماسیزه‌شو و همچنین جشن آغاز سال نو تبری بود، بر اثر ایست قلبی در سن ۵۶ سالگی درگذشت و در کندلوس به خاک سپرده شد.

## زندگی هنری
در سال ۱۳۸۲ مؤسسه فرهنگی هنری پارپیرار را تأسیس نمود و نیز مدیریت مؤسسه فرهنگی پارپیرار که در زمینه فرهنگ و هنر مازندران فعالیت می‌نماید را در تهران به عهده داشت. مؤسسه فرهنگی هنری پارپیرار با هدف احیای رسوم و جشن‌های محلی مازندران، برگزاری مراسم مختلف و گرد هم آوری مازندرانیان ایجاد شد و هر ساله جشن‌های مختلفی در مازندران و تهران برگزار می‌کند. جشن‌هایی نظیر تیرماسیزه شو، ۲۶ نرزِ ما، جشنواره شعر و موسیقی مناطق تبری زبان، جشن سلام مازندرانی و …به یاد ایشان اولین «نشان فرهود، جلال فرهنگ و زبان تبری» طراحی  شد و در  چهاردهمین مراسم روز مازندران و چهارمین یادمان زنده یاد فرهود جلالی کندلوسی که در ۱۶ آبان ۱۴۰۳ همزمان با زادروز تولد فرهودی نیز بود ،در تالار وحدت تهران به محمد ابراهیم عالمی » از خوانندگان و پژوهشگران به نام و شهیر مازندران اهدا شد

## آلبوم‌ها
- از کپاچین‌های االبرز
- پارپیرار ۱ چراغ موشی
- پارپیرار ۲ ناری ناری کا
- پارپیرار ۳ شیوَنگ
- پارپیرار ۴ اَسری